# André Ekyan
André Ekyan, né le 24 octobre 1907 à Meudon et mort le 9 août 1972 à Gérone, est un musicien de jazz,  saxophoniste, clarinettiste, chef d’orchestre, compositeur et arrangeur français d'origine arménienne.

## Biographie
André Ekyan fut un des premiers musiciens de jazz français. Excellent instrumentiste, il pouvait jouer simultanément du saxophone et de la clarinette.
Dans la seconde moitié des années 1920, il joue au Perroquet en compagnie des musiciens du saxophoniste belge Paul Gason et son Versatile Orchestra.
Dans les années 1930, il se produit dans de nombreuses clubs parisiens, à l'Abbaye de Thélème, au Fétiche et à la Music Box. Il y rencontre beaucoup de musiciens de l’époque comme Michel Warlop, Philippe Brun, Harry Cooper, Freddie Johnson, Guy Paquinet[réf. nécessaire].
En 1931 et 1932, il dirige l’orchestre du club la Croix du Sud, qui emploie Stéphane Grappelli, Alain Romans, Django Reinhardt et Alix Combelle. Il joue également dans un autre orchestre avec les musiciens Michel Emer et le batteur Max Elloy.
En 1933, il joue dans la salle de music-hall de l'Olympia avec les Grégoriens de Grégor[réf. nécessaire].
En 1935, il lance le Jazz Ekyan lors des thés dansants aux Champs-Élysées.
En 1936, il crée le dancing-bar restaurant Swing Time où il conduit l’orchestre et où sont organisées par le Hot Club de France les Swing Time tea parties qui attirent de nombreux amateurs de musique de danse et de jazz.
La même année, il participe à l’École normale de musique au gala de jazz français avec son orchestre.
Durant la Seconde Guerre mondiale, il continue à se produire avec son quintette, au cinéma Normandie et à la salle Pleyel à Paris[réf. nécessaire].
Après la guerre, il joue avec Django Reinhardt. Il y emploie également Léo Chauliac, Emmanuel Soudieux, Pierre Fouad et Ernst Engel.
En 1947, il joue avec son orchestre le célèbre titre Hey-ba-ba-re-bop, créé par André Salvador, frère d'Henri Salvador. Ce titre obtient le Grand prix du disque de 1947.
Dans les années 1950, André Ekyan participe à l'émission radiophonique publique Jazz Variétés animée par André Francis et Charles Delaunay, d’abord au cinéma Rex puis dans la salle de spectacle de l'Alhambra.
En 1955, il dirige son orchestre au restaurant Maxim's.
Il participa à l'orchestre de Ray Ventura au côté d'Henri Salvador.
En 1970, André Ekyan participe au film de Jean-Pierre Melville, Le Cercle rouge, en jouant le rôle de Rico.